# Todiramphus leucopygius
Todiramphus leucopygius е вид птица от семейство Alcedinidae.

## Разпространение
Видът е разпространен в Папуа Нова Гвинея и Соломоновите острови.